# Казаково (Вачський район)
Казаково (рос. Казаково) — село в Вачському районі Нижньогородської області Російської Федерації.
Населення становить 1072 особи. Входить до складу муніципального утворення Казаковська сільрада.

## Історія
Від 2009 року входить до складу муніципального утворення Казаковська сільрада.

## Населення
| 1859 | 1897  | 1905  | 1926  | 1999  | 2002  | 2010  |
| ---- | ----- | ----- | ----- | ----- | ----- | ----- |
| 833  | ↗1145 | ↘1097 | ↗1365 | ↘1341 | ↘1131 | ↘1072 |